# Xavier Bonet
Xavier Bonet (La Seu d'Urgell, 30 de setembre de 1898 - 1985) fou un futbolista català de les dècades de 1910 i 1920.

## Trajectòria
Jugava de mig dret. Començà a jugar al quart equip de l'Europa (els quadrats), passant més tard al tercer equip, on fou campió de la categoria. El 1918 passà al primer equip, on arribà a ser capità.
Amb el primer equip fou campió de Tercera Divisió (anomenada segona categoria) el 1918, de Segona Divisió (anomenada Primera B) el 1919, i campió absolut de Catalunya (Primera A) el 1923. També fou subcampió de la Copa del Rei l'any 1923. L'any 1925, amb 27 anys, abandonà el futbol per a dedicar-se a les tasques professionals, essent objecte d'un partit d'homenatge l'1 de novembre de 1925, en un partit que enfrontà l'Europa amb la selecció catalana.
Treballà com a mestre vitraller i fou cofundador del taller que duu el seu nom junt amb el seu germà Josep Maria Bonet (1903 - 1988). Establiren el taller al núm. 6 del carrer Astúries del barri de Gràcia, on encara es troba actualment. Posteriorment, Xavier Bonet començà noves aventures empresarials i finalment deixà els seus càrrecs a l'empresa de vitralls que quedà a mans de Josep Maria Bonet.

## Palmarès
- Subcampió de la Copa del Rei: 1923
- Campionat de Catalunya: 1923
- Campionat de Catalunya de Segona Categoria: 1919
- Campionat de Catalunya de Tercera Categoria: 1918